# Bakkhülidész
Bakkhülidész (ógörögül: Βακχυλίδης), latinosan Bacchylides (Kr. e. 516 körül – Kr. e. 451 körül) ókori görög lantos költő.

## Élete és művei

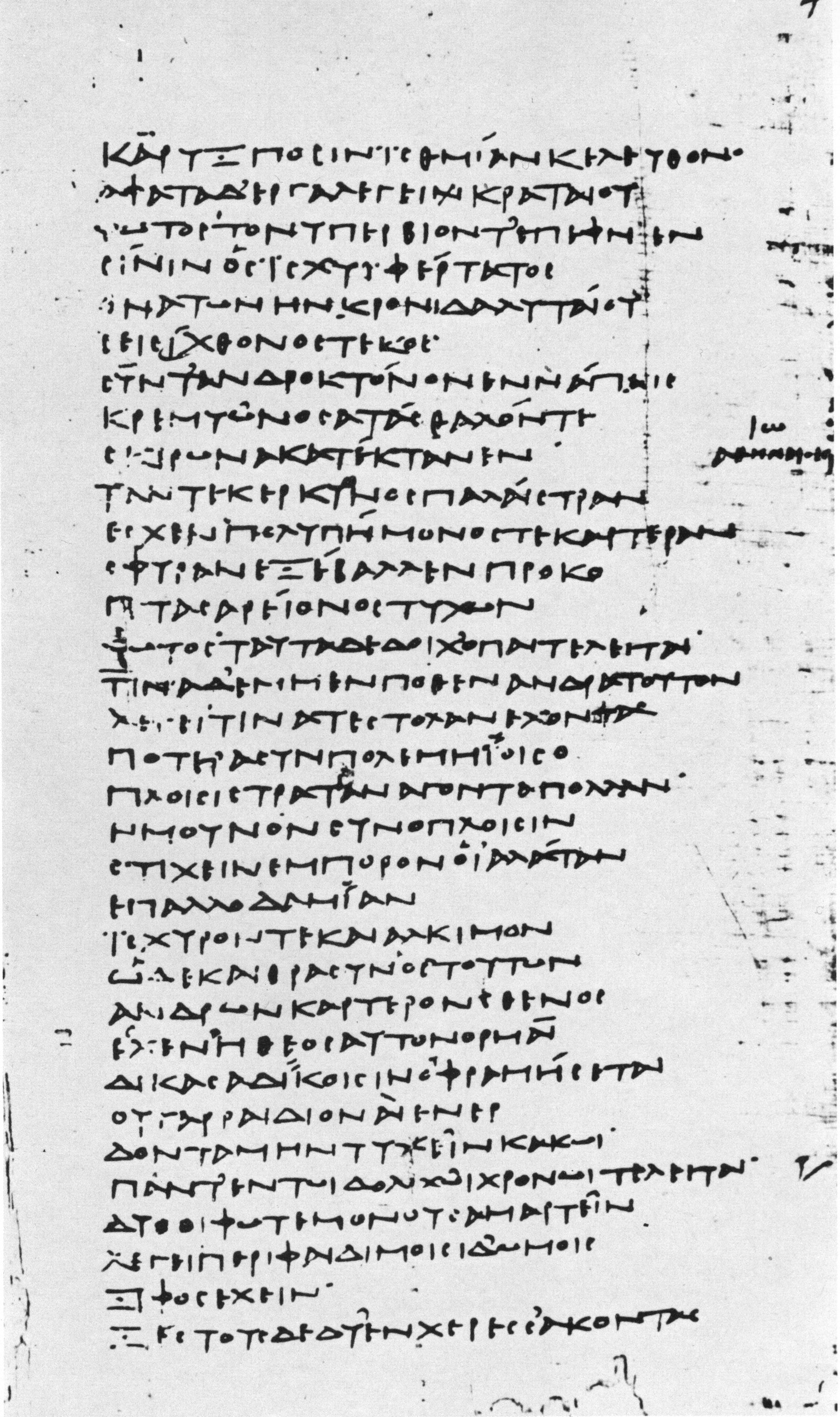
Egy oldal Bakkhülidész költeményeinek egyik régi kéziratából

A Szimónidész nőtestvérének fiaként született a Kéosz szigeti Iuliszban. Szimonidésszel együtt hosszabb időt töltött Szicíliában, Hiero türannosz udvarában. Később a Peloponnészoszi-félszigetre költözött. Sokoldalú költőként ismerték: írt himnuszokat, paeánokat, dithüramboszokat, epiniciumokat, szerelmi- és táncdalokat. Nyelve és verselésben megközelíti Szimonidészét, néhol Pindaroszt; ügyesen alkalmazta a refrént.
Bakkhülidészt halála után az ókori alexandriai irodalomtudósok beiktatták a nagy görög költők kanonjába, és ismert, hogy Horatiusra is hatással volt. Az újkorban csak töredékek voltak ismert műveiből. (Ezek már 1804-ben magyar nyelven is megjelentek Fabchich József jóvoltából, illetve 1886-ban egy hosszabb töredéket tett közzé rímes fordításban Latkóczy Mihály az Egyetemes Philologiai Közlönyben). A 19. század végén világra szóló fölfedezés történt: egy egyiptomi papiruszon, amelyet Oxyrhynchusban találtak, fölfedezték Bakkhülidész elveszett költeményeinek egy részét (epiniciumokat, kardalokat). A lelet a régebben ismert 120 sornyi töredék-mennyiséget mintegy 1200-ra szaporította. Úgy vélik, hogy a lelet nem egységes könyv, hanem Bakkhülidész költeményeiből készített szemelvényes gyűjtemény. A papirusz az angol British Museum birtokába került, és angolok adták ki először (Kenyon: The poems of B. from a papyrus in the British Museu med. by Fr. Kenyon, London, 1897, Longmans et Comp. LIV. 246 l.). Magyarországon Hegedüs István jelentett meg ismertetést a leletről az Egyetemes Philológiai Közlönyben 1898-ban, majd le is fordította a töredékeket.

## Magyar nyelvű fordítások
- Fabchich József: Vas vármegyei köszögi Fábchich József az magyar föl állítandó tudós társaságnak az XI. szám alatti tagjátúl magyarra fordítatott P. Álceus Záffo Stezikorus Ibikus Anakreon Bakkilides Szimonidesz Alkmán Arkilokus. Az kegyelmes második Isztmiai Mecénásoknak költségével. Győr, 1804. (ism. Zeitschrift von u. für Ungern VI.)
- Bacchylides költeményei (ford., bev., jegyz. Hegedüs István, Görög és latin remekírók-sorozat), Franklin-Társulat Magyar Irodalmi Intézet és Könyvnyomda, Budapest, 1903, 152 p.
- Néhány kardala és kardaltöredéke megjelent a Széphajú khariszok tánca című antológiában (Budapest, Európa Könyvkiadó, 1960) Jánosy István és Kálnoky László fordításában.